# Beryli bromide
Beryli bromide là một hợp chất vô cơ có công thức hóa học BeBr2. Nó rất hút ẩm và hòa tan tốt trong nước. Hợp chất này là một polymer với các trung tâm tứ diện Be.

## Chuẩn bị và phản ứng
Nó có thể được điều chế bằng cách phản ứng với kim loại beryli với brom nguyên tố ở nhiệt độ 500 ℃ đến 700 ℃:
Be + Br2 → BeBr2
Beryli bromide cũng được hình thành khi xử lý beryli oxide bằng acid bromhydric:
BeO + 2HBr → BeBr2 + H2O
Nó tan kèm sự thủy phân chậm trong nước:
BeBr2 + 2H2O → 2HBr + Be(OH)2
Các hợp chất beryli là độc hại nếu hít hoặc ăn phải.